# Bernard Dansereau
Pour les articles homonymes, voir Dansereau.
Bernard Dansereau est un scénariste et réalisateur québécois. Il est le fils du réalisateur Fernand Dansereau.

## Filmographie

### comme scénariste
- 1982 : Doux aveux
- 1986 : At the Wheel: On the Road
- 1987 : Le Diable à quatre
- 1987 : La Candidate
- 2002 : Secret de banlieue
- 2002 : Annie et ses hommes
- 2010 : Toute la vérité

### comme réalisateur
- 1986 : Gabe's Armie
- 1987 : La Candidate